# The Greeks Had a Word for Them
The Greeks Had a Word for Them è un film del 1932 diretto da Lowell Sherman e interpretato da Joan Blondell, Madge Evans, Ina Claire e David Manners. Nel cast, non accreditata, appare in un piccolo ruolo anche Betty Grable che poi avrebbe interpretato ancora due delle altre versioni cinematografiche della commedia: nel 1941, Appuntamento a Miami e, nel 1953, Come sposare un milionario.
I costumi del film sono di Coco Chanel.
Tratto dalla commedia del 1930 The Greeks Had a Word for It di Zoë Akins, il film (conosciuto anche con il titolo Three Broadway Girls) venne prodotto da Samuel Goldwyn e distribuito in sala dalla United Artists il 13 febbraio 1932.
Goldwyn aveva pensato per il ruolo della protagonista a Jean Harlow, ma Howard Hughes che aveva sotto contratto l'attrice, non diede il suo beneplacito.

## Altre versioni
Il film e la commedia originaria diedero lo spunto per ulteriori versioni della storia delle tre ragazze che affittano un lussuoso appartamento con lo scopo di accalappiare un marito ricco:
- Three Blind Mice, regia di William A. Seiter (1938)
- Appuntamento a Miami (Moon Over Miam), regia di Walter Lang (1941)
- Come sposare un milionario (How to Marry a Millionaire), regia di Jean Negulesco (1953)

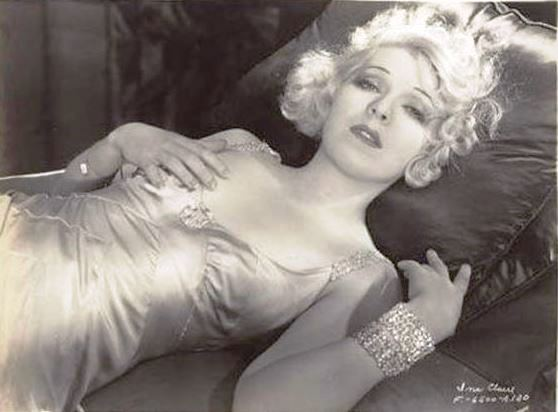
Ina Claire nel ruolo di Jean Lawrence

## Produzione
Il film fu girato nei Samuel Goldwyn Studios di West Hollywood (7200 Santa Monica Boulevard). Venne prodotto dalla Samuel Goldwyn Company e Feature Productions.

## Distribuzione
Distribuito dall'United Artists, il film fu presentato in prima negli Stati Uniti il 3 febbraio. Uscì poi nelle sale il 13 febbraio 1932.

### Date di uscita
- USA	3 febbraio 1932	 (première)
- USA	13 febbraio 1932

Alias
- The Greeks Had a Word for It USA (titolo di lavorazione)
- Three Broadway Girls USA (titolo riedizione)
- Tres rubias Spagna